# California Memorial Stadium
Il California Memorial Stadium è uno stadio di football americano situato all'interno del campus dell'Università di Berkeley. In questo stadio vengono giocate le partite casalinghe dei California Golden Bears football che militano nella Pac-12. È stato inaugurato nel 1923, e ad oggi può contenere 62,467 spettatori.
Il 27 novembre 2006 è stato inserito all'interno del NRHP, che è la lista governativa dei siti da preservare. 
Lo stadio è stato costruito con fondi pubblici, con l'idea di creare un memoriale per i caduti californiani nella prima guerra mondiale.

## California Memorial Stadium (1923-2010)

### Capacità
- 2008–2010: 71.799
- 2006–2007: 72.516
- 2003–2005: 67.537 (espandibile a 72,516)
- 2002: 73.347
- 1998–2001: 75.028
- 1996–1997: 74.909
- 1982–1995: 75.662
- 1961–1981: 76.780
- 1951–1960: 81.490
- 1949–1950: 80.239
- 1938–1948: 80.000
- 1937: 77.963
- 1927–1936: 78.461
- 1926: 78.671
- 1923–1925: 72.609

## Restauro (2010-2012)
La faglia di Hayward si trova direttamente sotto il campo di gioco, provocando spostamenti laterali verso destra di circa 1 millimetro all'anno. Per questo motivo giunti ad espansioni sono stati inseriti nei muri dello stadio per preservare l'integrità della struttura. Il progetto del restauro prevedeva, oltre che al rifacimento dello stadio, anche la costruzione di centro ad alta tecnologia per gli atleti di 13.000 metri quadrati. Questo centro include nuovi spogliatoi, centri medici, uffici e sale da allenamento. È stato aperto nell'autunno del 2011 ed è diventato operativo nel gennaio 2012.
Il costo totale del restauro è stato di 445 milioni di dollari, 321 milioni di dollari per lo stadio e 153 milioni per il centro sportivo.

## California Memorial Stadium (2012-presente)

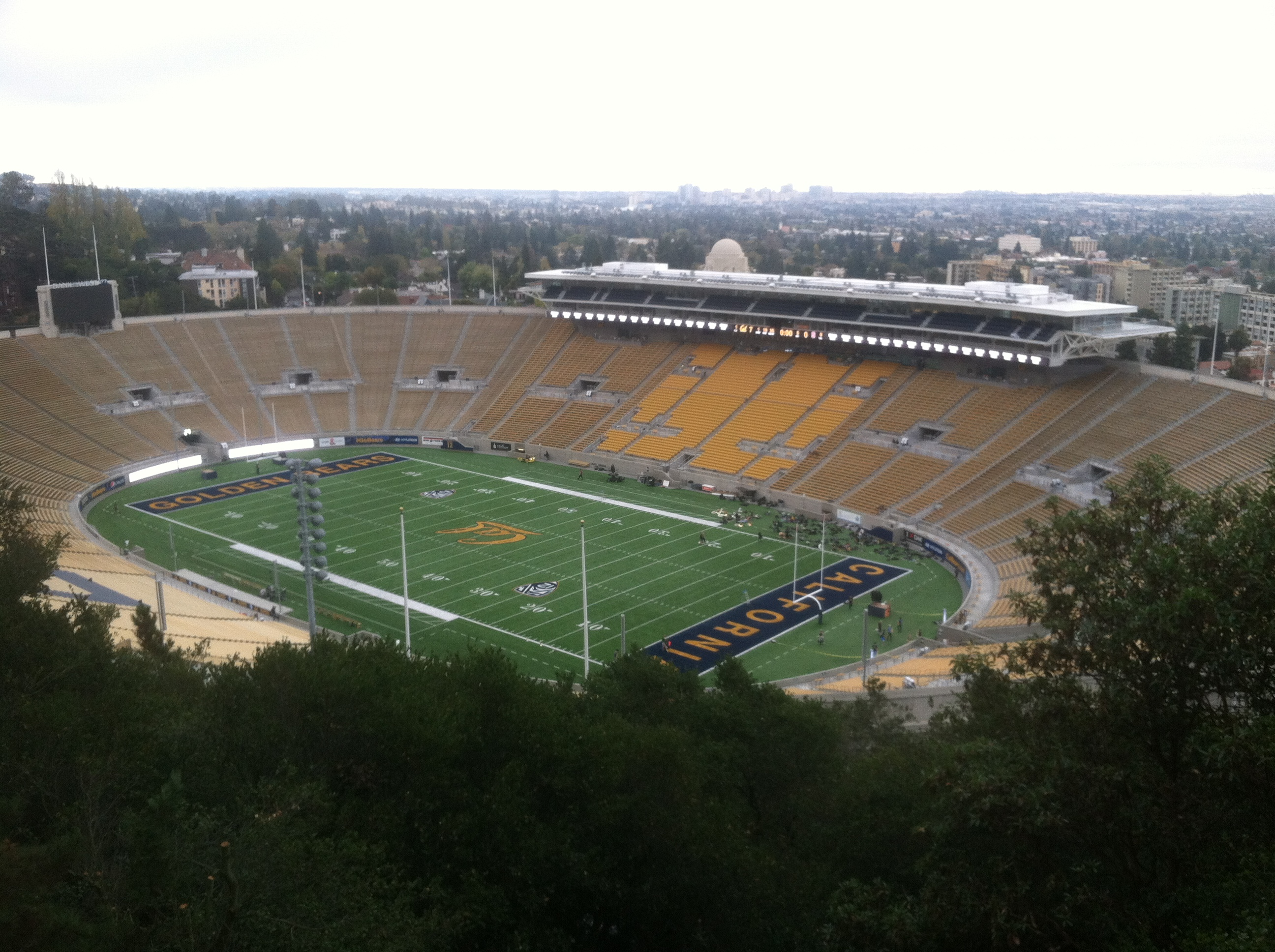
Lo stadio durante la stagione 2012

Lo stadio ha riaperto il 1º settembre del 2012 per la partita persa 31-24 contro l'Università del Nevada, davanti a 63.186 spettatori. L'università ha deciso di ridedicare lo stadio a tutte le persone che hanno perso la loro vita a servizio del paese.
Il primo evento internazionale nella struttura ristrutturata è stata la partita della Champions Cup 2014, Real Madrid - Inter, giocata davanti al tutto esaurito (62.583) e vinta 3-2 ai rigori dall'Inter (1-1 dopo i tempi regolamentari).

### Capacità
In seguito a modifiche delle strutture adiacenti al campo, la capacità è stata ridotta di circa 10.000 posti, per ottenerne una compresa tra i 63.000 e i 65.000 spettatori.

### Superficie di gioco
Il campo di gioco è stato abbassato di circa un metro per migliorare la visibilità, ed è stato ricoperto con Matrix Turf (erba sintetica e briciole di gomma)